# Reinhardtsdorfer Sandstein

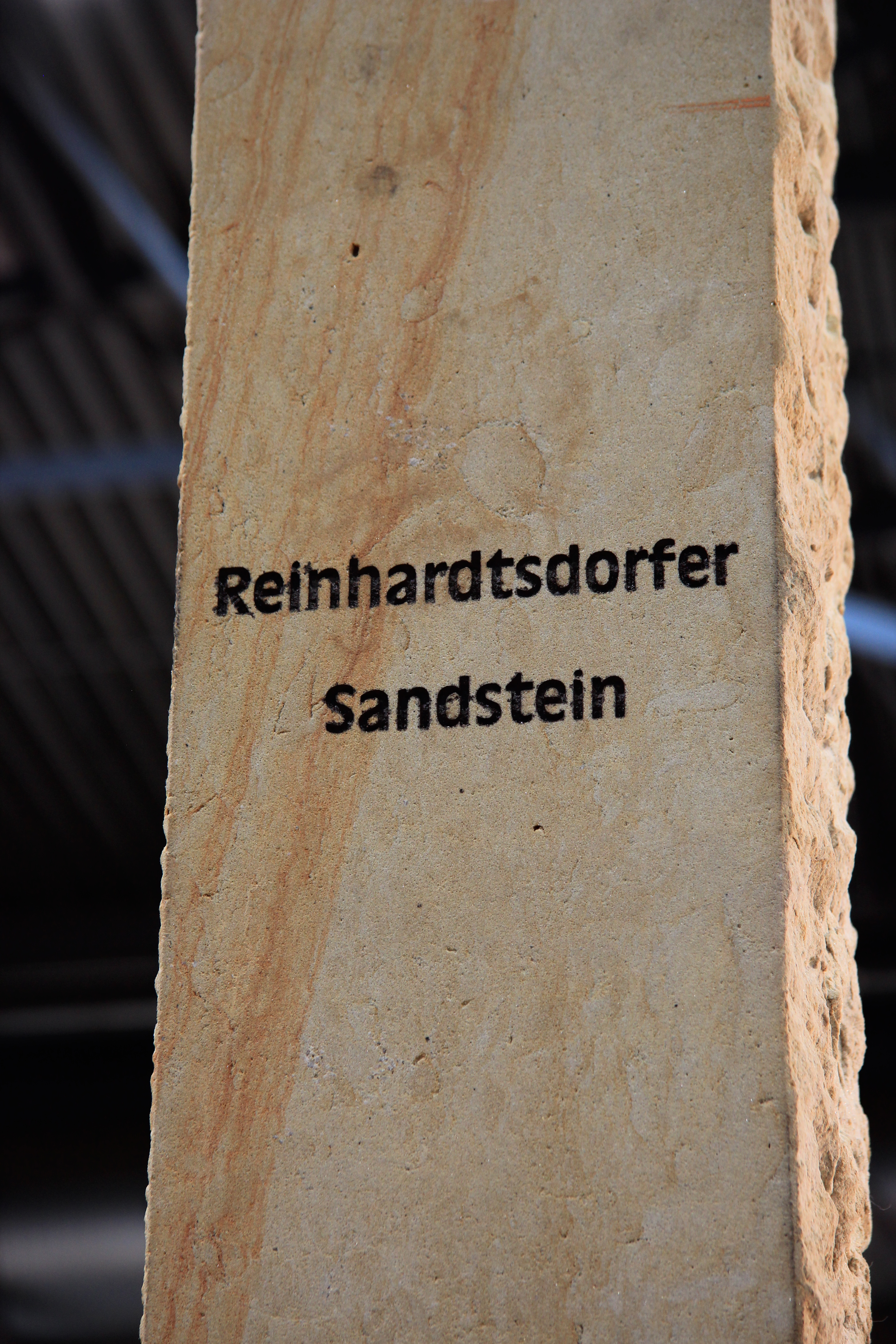
Materialmuster auf der Denkmalmesse in Leipzig

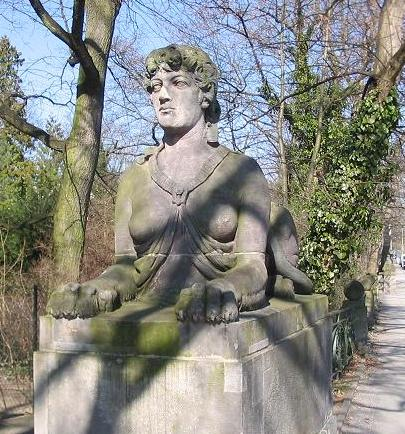
Wächterin an der Bismarckbrücke in Halensee bei Berlin

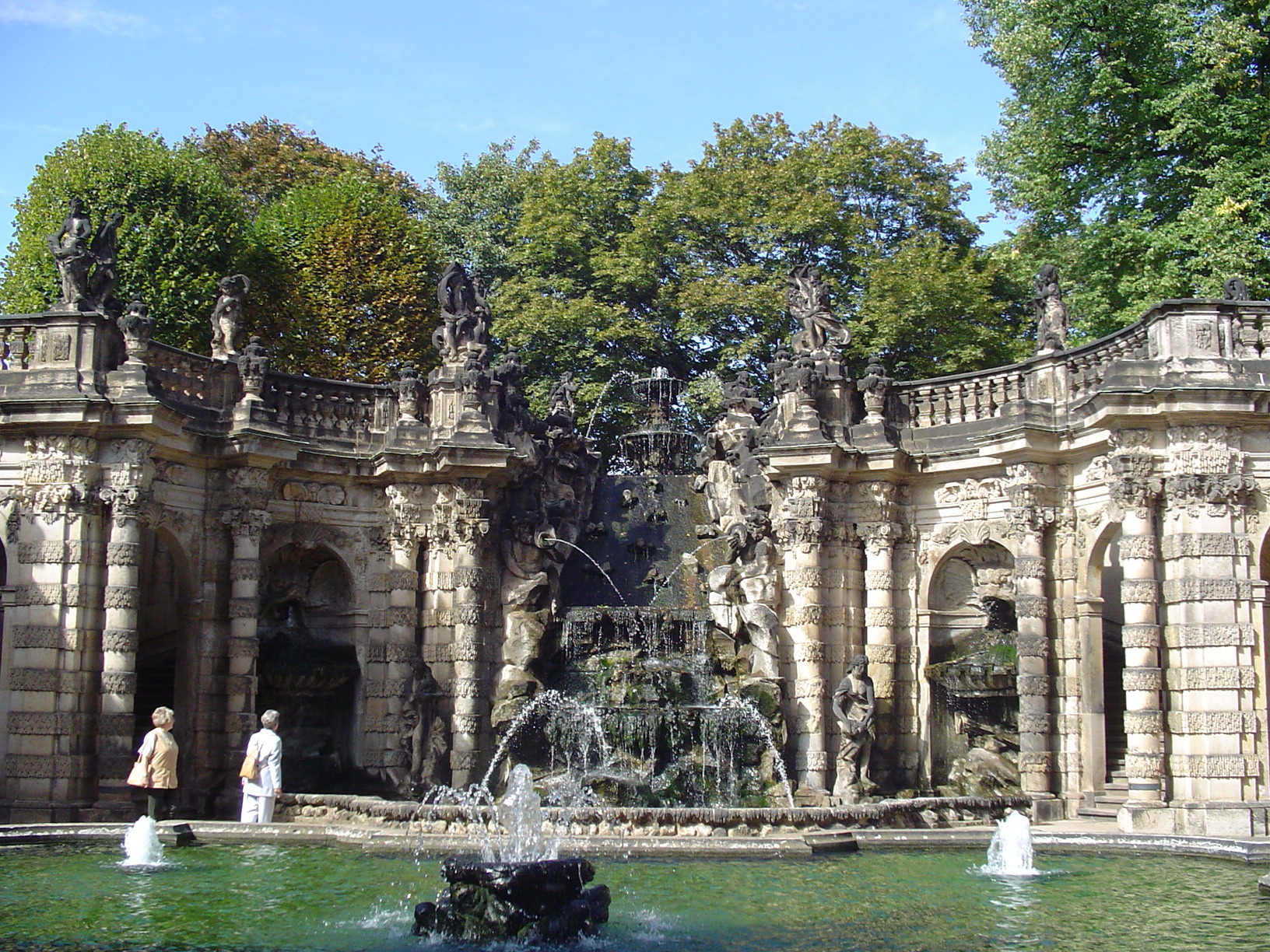
Brunnen am Nymphenbad im Dresdner Zwinger

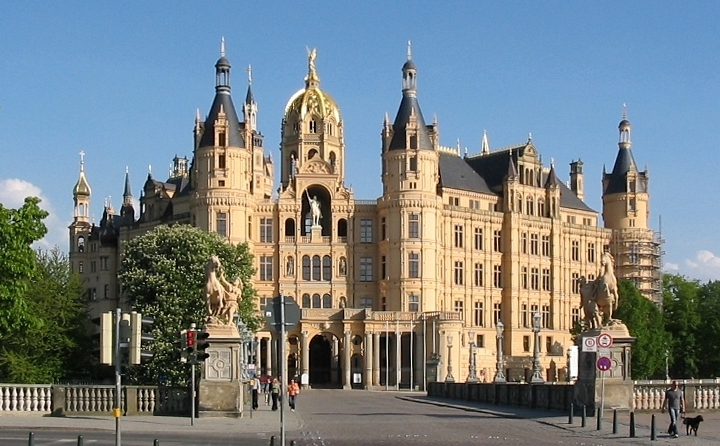
Schweriner Schloss

Reinhardtsdorfer Sandstein, auch Oberquader oder Hauptsandstein genannt, wird in der Nähe des Ortes Reinhardtsdorf bei Pirna im Landkreis Sächsische Schweiz-Osterzgebirge in Sachsen gebrochen. Es ist der sogenannte Hauptsandstein der Elbsandsteine, der im Mittleren Turon entstand. Es gibt im Jahre 2008 einen Steinbruch, der diesen Sandstein gewinnt.

## Gesteinsbeschreibung und Vorkommen
Dieser Sandstein ist ein weißer, grauweißer bis gelbgrauer, kieselig gebundener Elbsandstein. Er ist fein- bis mittelkörnig. Fossilreste sind eine typische Erscheinung in diesem Naturstein. Die Gelbfärbung wird durch Eisenverbindungen des Limonitkomplexes verursacht. Aus dem Hauptsandstein des Elbsandsteinvorkommens bestehen die steilen Felsen der Sächsischen Schweiz, wie der Königstein, die Bastei, der Lilienstein und das Prebischtor. Die Mächtigkeit dieses Sandsteinvorkommens sinkt selten unter 80 Meter und erreicht teilweise 160 Meter. Abgebaut wurde der Stein in Posta, Königstein (Niederkirchleitener Steinbrüche), Wehlen, Kirchleithe, Schandau, Postelwitz, Porsdorf, Schöna (Teichsteinbrüche) im Elbtal und im Liebethaler Grund.
In dem Vorkommen von Postelwitz gab es neben den Bauwerksteinen eine 4 bis 5 Meter mächtige Bank, die sich wegen ihrer Feinkörnigkeit für Bildhauerarbeiten eignete. In den Steinbrüchen der Kirchleithe wurden feinkörnig grauweiße Sandsteine gebrochen. Eine Verwendung ähnlicher Sandsteinsorten, die heute nicht mehr gebrochen werden, sind der Niederkirchleithener Sandstein am Italienischen Dörfchen in Dresden und der Postelwitzer Sandstein für Schlösser in Dresden, Dessau, Ludwigslust und Schwerin. In Berlin die Hauptfront des Landes- und Amtsgerichts, Obergeschoss der Technischen Hochschule Charlottenburg und Möckernbrücke.

## Verwendung
Verwendet wird er vor allem für Fassadenverkleidungen, Massivbauten, profilierte Gesimse sowie Fenster- und Türlaibungen, Steinmetzarbeiten.
Die Teilrekonstruktion des neuen Braunschweiger Schlosses (2005–2007) wurde aus diesem Sandstein wieder aufgebaut. Der Zwinger in Dresden, das Schloss Albrechtsberg und zahlreiche Bauten im sächsischen Raum sind mit diesem Sandstein errichtet worden. Verbaut wurde er aber auch am Schloss Schwerin, am alten Berliner Stadtschloss und an weiteren Bauwerken in Berlin, wie z. B. im Erdgeschoss der TU Berlin in Charlottenburg. Der Sandstein ist in Berlin an der denkmalgeschützten Bismarckbrücke (1891) in Halensee verbaut.